# Calyptopsis caucasica
Calyptopsis caucasica (лат.) — вид жуков-чернотелок рода Calyptopsis из трибы Tentyriini (Pimeliinae).

## Распространение
Азербайджан, Армения (Нахичевань), Иран (Восточный Азербайджан), восточная Турция (провинции Ван (Озалп) и Ыгдыр (Тузлука)).

## Описание
Жуки длиной около 1 см. Тело матовое. Новый вид наиболее сходен с Calyptopsis rosti от которого отличается вытянутой переднеспинкой и короткими надкрыльями, которые в 1,7 раза длиннее пронотума. Мезовентрит с узкими, слабо закругленными скобообразными ямками, расстояние между которыми заметно превышает их ширину. Передний край фронтоклипеуса не отделен от остальной части головы резким швом или поперечной впадиной. Вид был впервые описан в 1865 году под названием Choristopsis caucasica Kraatz, 1865.